# Leghe ferrose
Le leghe ferrose (o metalli ferrosi) sono leghe metalliche che contengono una certa percentuale di ferro.
Le leghe ferrose principali sono l'acciaio e la ghisa; tali leghe sono principalmente costituite da ferro e carbonio.

## Acciaio
L'acciaio può distinguersi in diversi tipi a seconda del contenuto di ferro, carbonio e diversi elementi di lega.

### Elementi di lega
Gli elementi di lega, naturalmente presenti nell'acciaio o aggiunti per conferire caratteristiche specifiche, determinano alcune modifiche delle proprietà chimico/fisiche del materiale, quali ad esempio:
- Fosforo (massima percentuale tollerata 0,05%) e zolfo (massima percentuale tollerata 0,05%): riduce la tenacità dell'acciaio.
- Idrogeno: favorisce la fragilità, nocivo in tenori superiori a 2 ppm e induce la formazione di fiocchi.
- Ossigeno: riduce la lavorabilità a caldo e abbassa le caratteristiche meccaniche.
- Azoto: promuove l'invecchiamento dell'acciaio al carbonio, aumenta la resistenza al pitting negli acciai inossidabili (coefficiente 16 nella formula di calcolo del PREN), aumenta la resistenza meccanica degli acciai inossidabili e stabilizza l'austenite negli acciai inossidabili.
- Manganese (massima percentuale tollerata 0,8%): agisce come desolforante e disossidante, aumenta il tasso di incrudimento (in alte percentuali) e stabilizza l'austenite a bassa temperatura.
- Alluminio disossidante e affinante del grano.
- Silicio (massima percentuale tollerata 0,4%): disossidante e aumenta l'elasticità.
- Titanio: disossidante, denitrurante, affinante del grano, previene la corrosione intergranulare negli acciai inox.
- Niobio: nitrurante durante la conversione in A.O.D.[non chiaro], affinante del grano, previene la corrosione intergranulare negli acciai inox, essenziale negli acciai indurenti per precipitazione, aumenta la resistenza meccanica, la resistenza a fatica la resistenza a corrosione e la resistenza all'usura.
- Tantalio: essenziale negli acciai indurenti per precipitazione, aumenta la resistenza meccanica, la resistenza a fatica la resistenza a corrosione e la resistenza all'usura.
- Molibdeno: viene utilizzato con concentrazioni notevoli (9% circa) per produrre acciai per utensili, aumenta la temprabilità, la resistenza a caldo, la durezza a caldo, la resistenza all'usura, la resistenza alla corrosione degli acciai inox, in particolare la resistenza al pitting (coefficiente 3,3 nella formula di calcolo del PREN) e la resistenza meccanica ad alta temperatura.
- Cromo: con concentrazioni superiori al 12% è utilizzato negli acciai inossidabili ferritici e martensitici, aumenta la temprabilità, la resistenza all'usura, la stabilità al rinvenimento e la resistenza al "pitting" (coefficiente 1 nella formula di calcolo del PREN).
- Nichel: partecipa alla resistenza alla corrosione dell'acciaio inox (dove raggiunge percentuali molto elevate, 25% circa), aumenta la resistenza e la durezza dopo la bonifica, aumenta di poco la temprabilità e stabilizza l'austenite a basse temperature.
- Vanadio: aumenta la resistenza meccanica e la resistenza all'usura.
- Tungsteno: aumenta la resistenza all'usura e la durezza; è impiegato con tenori che vanno dal 13 al 25% negli acciai rapidi per utensili.
- Rame: può provocare cricche a seguito di lavorazioni a caldo; migliora la resistenza alla corrosione (acciaio Corten).
- Stagno: favorisce la fragilità.

## Ghisa
La ghisa si differenzia dall'acciaio per il livello notevolmente maggiore di carbonio. Il carbonio può essere presente sotto forma di grafite o di cementite e, a seconda della presenza dell'una o dell'altra, la ghisa può distinguersi in tre categorie:
- ghisa bianca, in presenza di cementite.
- ghisa grigia o lamellare, in presenza di grafite.

Le principali caratteristiche della ghisa sono:
- economicità nella produzione;
- resistenza all'usura;
- buona lavorabilità con macchine utensili;
- possibilità di realizzare forme molto complesse mediante semplice fusione;
- ottima fusibilità
- è dura e fragile

## Ferroleghe
Una ferrolega è una lega metallica del ferro e di almeno un altro elemento chimico, escluso il carbonio.